# Équipe du Sénégal masculine de handball
Pour l’article homonyme, voir Équipe du Sénégal féminine de handball.
Maillots
Dernière mise à jour : 28 mai 2024.
L'équipe du Sénégal masculine de handball est la sélection nationale représentant le Sénégal dans les compétitions internationales masculines de handball.
La sélection est médaillée de bronze aux Jeux africains de 1973 puis au Championnat d'Afrique 1974, mais n'a pas eu par la suite de résultat notable et n'a jamais été qualifiée pour un Championnat du monde.

## Parcours

### Championnat d'Afrique des nations
| Édition             | Rang                        |
| ------------------- | --------------------------- |
| Tunisie 1974        | Médaille de bronze, Afrique |
| Algérie 1976        | 5e                          |
| Congo 1979          | non qualifié                |
| Tunisie 1981        | non qualifié                |
| Égypte 1983         | non qualifié                |
| Tunisie 1985        | 9e                          |
| Maroc 1987          | 7e                          |
| Algérie 1989        | non qualifié                |
| Égypte 1991         | 6e                          |
| Côte d'Ivoire 1992  | 6e                          |
| Tunisie 1994        | 9e                          |
| Bénin 1996          | non qualifié                |
| Afrique du Sud 1998 | non qualifié                |
| Algérie 2000        | non qualifié                |

| Édition      | Rang         |
| ------------ | ------------ |
| Maroc 2002   | 9e           |
| Égypte 2004  | 7e           |
| Tunisie 2006 | non qualifié |
| Angola 2008  | non qualifié |
| Égypte 2010  | non qualifié |
| Maroc 2012   | 5e           |
| Algérie 2014 | 8e           |
| Égypte 2016  | non qualifié |
| Gabon 2018   | non qualifié |
| Tunisie 2020 | Forfait      |
| Égypte 2022  | 11e          |
| Égypte 2024  | non qualifié |
| Total        | 12/26        |

### Jeux africains
| Édition            | Rang                        |
| ------------------ | --------------------------- |
| Brazzaville 1965   | 6e                          |
| Lagos 1973         | Médaille de bronze, Afrique |
| Alger 1978         | 5e                          |
| Nairobi 1987       | 5-7e                        |
| Le Caire 1991      | 5e                          |
| Harare 1995        | non qualifié                |
| Johannesbourg 1999 | non qualifié                |
| Abuja 2003         | 4e                          |
| Alger 2007         | non qualifié                |
| Maputo 2011        | 4e                          |
| Brazzaville 2015   | 8e                          |
| Casablanca 2019    | non qualifié                |
| Accra 2023         | non qualifié                |

## Personnalités liées à la sélection

### Joueurs
Parmi les internationaux sénégalais, on trouve :
- Ibrahima Diaw, sélectionné entre 2011 et 2014
- Ibrahima Sall
- Yérime Sylla, sélectionné en 2004
- Abdul Aziz Seck, sélectionné dans les années 1980 et 1990
- Cheikh Seck, sélectionné dans les années 1980 et 1990
- Douta Seck, sélectionné dans les années 1980 et 1990

### Sélectionneurs
- Souleymane Dia : au moins en 2004
- Frédéric Bougeant : depuis octobre 2021[1].